# George Seturidze
George Seturidze est un footballeur géorgien né le 1er avril 1985.

## Carrière
- 2004-05 : Lokomotiv Tbilissi  Géorgie
- 2005-06 : Lokomotiv Tbilissi  Géorgie
- 2006 : FC Dinamo Batoumi  Géorgie
- 2006-07 : FC Olimpi Rustavi  Géorgie
- 2007-08 : FC Carl Zeiss Iéna  Allemagne
- 2008–09 : FC Olimpi Rustavi  Géorgie
- 2009–10 : FK Gänclärbirliyi Sumqayıt  Azerbaïdjan
- 2010- : FK Gandja  Azerbaïdjan

## Sélections
- International avec la  Géorgie depuis 2006.